# 圣劳伦斯 (巴巴多斯)

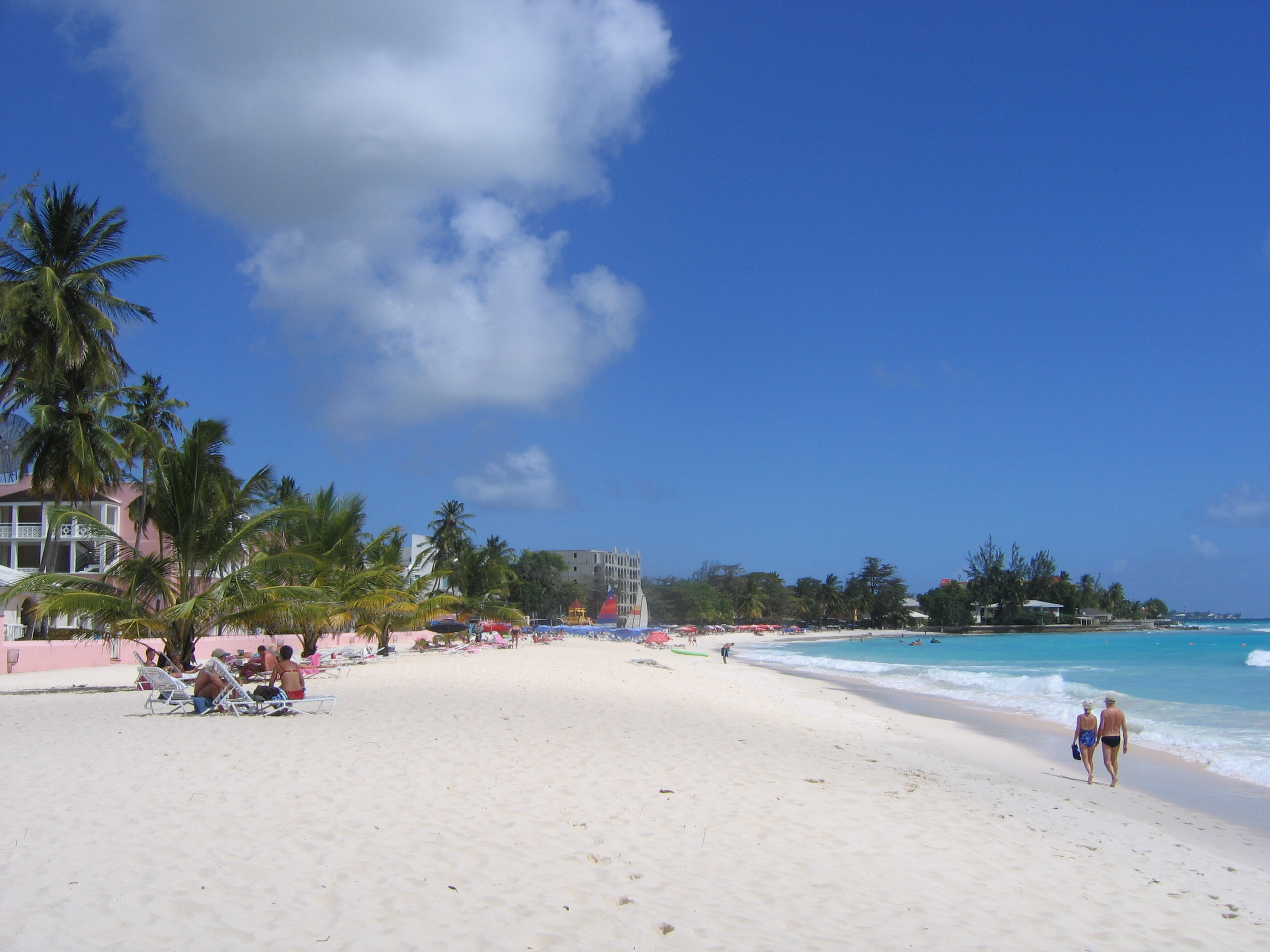
The beach at Saint Lawrence Gap

圣劳伦斯（Saint Lawrence）是加勒比海岛国巴巴多斯的最著名的邻里社区之一，行政上由基督堂区管辖。有时候叫做“缝隙”。圣劳伦斯位于巴巴多斯南海岸的7号路上。